# Guido Pella
Guido Pella (Bahía Blanca, 17 maggio 1990) è un ex tennista argentino.
In carriera ha vinto un titolo ATP a San Paolo nel 2019. Vantava inoltre tredici tornei Challenger in singolare e sei in doppio. Ha contribuito alla vittoria della squadra argentina nella Coppa Davis 2016, primo titolo conquistato dal suo Paese nella manifestazione.

## Biografia
Guido Pella inizia a giocare a tennis a cinque anni. Suo padre, Carlos, è maestro di tennis, mentre la madre è una docente universitaria. Ha due sorelle, Catalina (tennista anche lei) e Sol. Il suo tennista preferito è Roger Federer. Appassionato di calcio e tifoso del Manchester United, ammirava Wayne Rooney. Parla l'inglese e lo spagnolo.

## Carriera

### Juniores
Vince il suo primo titolo juniores ITF nel 2006 alla Buenos Aires Cup. Nel maggio 2008 vince il Trofeo Bonfiglio battendo in finale il belga David Goffin con il punteggio di 6–1, 2–6, 6–3. In seguito partecipa al Roland Garros junior, nel quale viene eliminato in semifinale dal polacco Jerzy Janowicz in due set. Nel dicembre di quell'anno raggiunge il 42º posto nella classifica mondiale juniores.

### 2005 - 2010: inizi nel professionismo, primi titoli Futures
Fa il suo esordio tra i professionisti nel settembre 2005 con una sconfitta nel circuito ITF Futures al torneo Argentina F12 di Buenos Aires. Si ripresenta nell'agosto 2008 e supera i primi due turni nell'Argentina F11, conquistando i primi punti nel ranking ATP. Inizia a giocare in pianta stabile tra i professionisti nel 2007 e in febbraio partecipa per la prima volta alle qualificazioni di un torneo ATP a Buenos Aires, venendo eliminato al secondo turno. In agosto disputa la sua prima finale da professionista al Futures Peru F2 e perde in tre set da Matias Silva. In luglio alza il suo primo trofeo al Futures Peru F3 dopo la vittoria in finale contro Juan-Manuel Valverde; due settimane dopo supera per la prima volta le qualificazioni in un Challenger a Belo Horizonte, finendo sconfitto al primo turno da Leonardo Mayer. La settimana successiva vince il suo primo incontro in un Challenger a Campos do Jordão. Verso fine anno conquista in Argentina i primi tre titoli Futures in doppio in coppia con Andres Molteni.
Nel 2009 si aggiudica 4 titoli Futures in singolare e 3 in doppio in tornei boliviani e argentini ed entra nella top 400 del ranking in entrambe le specialità. In novembre ottiene una prestigiosa vittoria al primo turno del Challenger di Guayaquil contro l'ex campione olimpico Nicolás Massú, nº 134 del ranking. Nel 2010 intensifica le presenze nei Challenger ma non va mai oltre il secondo turno; in febbraio entra per la prima volta nella top 300 della classifica ATP e in aprile fissa il nuovo best ranking alla 271ª posizione. Nei Futures ottiene un solo titolo in singolare in luglio all'Argentina F13 e due in doppio.

### 2011 - 2013: primi successi Challenger e top 100
L'inizio del 2011 è caratterizzato da un infortunio al polso che gli fa saltare la prima parte della stagione, rientra in aprile ripartendo dalla 500ª posizione e per alcuni mesi disputa solo tornei Futures. In ottobre vince il Bolivia F2 e il mese dopo torna a giocare nei Challenger. Il 27 novembre 2011 raggiunge per la prima volta in carriera la finale di un Challenger a Guayaquil e viene battuto dall'italiano Matteo Viola con il punteggio di 4–6, 1–6; risultato che gli consente un balzo di 131 posti nel ranking arrivando al 348º.
Nel 2012 abbandona quasi del tutto i tornei Futures e il 4 marzo vince il suo primo torneo Challenger della carriera a Salinas, battendo in finale il nº 102 ATP Paolo Lorenzi per 1–6, 7–5, 6–3. Il 23 aprile raggiunge la 200ª posizione nel ranking. In maggio disputa le sue prime qualificazioni in una prova del Grande Slam al Roland Garros e viene subito eliminato. Il 4 agosto si impone nel Challenger di Manta battendo in finale il connazionale Maximiliano Estévez per 6–4, 7–5. Prende parte per la prima volta a un torneo del circuito maggiore superando le qualificazioni agli US Open; accede al main draw grazie alla prima vittoria su un top 100, il nº 91 ATP Lukáš Rosol, e perde al primo turno in 4 set contro Davydenko. In settembre vince il Challenger di Campinas sconfiggendo in finale Leonardo Kirche per 6–4, 6–0. Chiude la stagione aggiudicandosi le ATP Challenger Tour Finals superando in finale Adrian Ungur con il punteggio di 6–3, 6(4)–7, 7–6(4); grazie a questo risultato entra per la prima volta nella Top 100 ATP.
Nel 2013 fa il suo debutto in un torneo ATP a Viña del Mar subendo una sconfitta all'esordio dal connazionale Delbonis; la settimana successiva vince in tre set il suo primo match a livello ATP contro il nº 44 ATP Fabio Fognini a San Paolo, prima di uscire al turno successivo per mano di Nalbandian. In marzo conquista la prima qualificazione a un Masters 1000 a Indian Wells eliminando Bogomolov e Barrer per poi perdere al primo turno contro Ivan Dodig. Nel successivo Masters 1000 di Miami supera per la prima volta un turno in un torneo di questo livello grazie al ritiro di Berlocq, prima di cedere al numero 12 del mondo Almagro. In maggio raggiunge per la prima volta in carriera la semifinale di un torneo ATP a Düsseldorf perdendo contro il connazionale Juan Mónaco. In precedenza aveva battuto partendo dalle qualificazioni: Dino Marcan, Alexander Ward, Dustin Brown, Łukasz Kubot, Janko Tipsarević (primo top ten battuto in carriera) e Viktor Troicki. Supera poi per la prima volta un turno in uno Slam a Parigi battendo Dodig in cinque set; nel secondo turno viene eliminato da Đoković. Nella parte finale di stagione vince il quinto titolo Challenger a San Paolo.

### 2014 - 2015: la crisi e il rientro
Il 2014 è forse l'anno più difficile della carriera di Pella: se si escludono i tornei di Buenos Aires, San Paolo o Bogotà, dove supera il primo turno, subisce per lo più sconfitte nelle qualificazioni (come al Roland Garros) o al turno d'esordio né trova risultati di rilievi nei numerosi Challenger a cui prende parte. In seguito dichiarerà di aver anche pensato al ritiro in questo periodo; in effetti gioca poco durante l'estate fino ad uscire dai primi 200 del mondo; torna in campo con una certa costanza in coda di stagione, imponendosi nel Challenger di Lima sia in singolare che in doppio, bissando in questa seconda specialità il successo della settimana precedente a Guayaquil.
A causa del piazzamento in classifica, inizia il 2015 giocando prevalentemente tornei Challenger e conquista il settimo e ottavo titolo di categoria a San Luis Potosí e San Paolo, oltre a perdere la finale di Heilbronn contro un giovane Alexander Zverev. Fallite le qualificazioni sia a Parigi che a Wimbledon, si riaffaccia nel circuito ATP a Bogotà, dove viene subito eliminato, e sul veloce del 500 di Washington, dove supera le qualificazioni e torna a vincere un match nel tabellone principale contro Dodig prima di perdere con il numero 16 del mondo Dimitrov. A due anni dall'ultima partecipazione torna a giocare uno Slam a New York passando dalle qualificazioni ma perdendo al primo turno contro Čilić. In autunno aggiunge altri due titoli Challenger in singolare al suo palmares, vincendo sia a Porto Alegre che a Montevideo. Grazie a questi risultati rientra tra i primi cento del mondo e chiude la stagione in 74ª posizione. Nel corso della stagione vince inoltre i titoli in doppio a Santiago del Cile e Vicenza.

### 2016: Finale a Rio, vittoria in Davis e Top 50
Inizia la stagione vincendo il suo secondo match in carriera in uno Slam contro Darcis a Melbourne dove viene poi eliminato dal numero 19 del mondo López dopo una combattutissima partita durata oltre quattro ore e mezzo con quattro dei cinque set decisi al tie-break. In febbraio raggiunge la prima finale ATP nel 500 di Rio: supera infatti il numero 4 del torneo e 11 del mondo Isner al primo turno per poi eliminare Giraldo, Gimeno Traver e Dominic Thiem per giocarsi il titolo contro Pablo Cuevas al quale cede però in tre set in una combattuta finale contraddistinta anche da una lunga interruzione per maltempo. Il risultato lo proietta per la prima volta tra i primi 50 (42 per la precisione) e gli vale la prima convocazione in Davis nel match contro la Polonia, al quale Pella contribuisce vincendo il primo incontro del programma, fondamentale per il 3–2 finale.
La stagione prosegue con i primi ottavi di finale in un Masters 1000 a Indian Wells (eliminato da Goffin) e i quarti di Bucarest e Nizza nonché con il secondo turno al Roland Garros, dove batte Schwartzman prima di essere battuto in cinque set da Simon.
Dopo lo sfortunato ritorno a Wimbledon, dove viene subito eliminato da Federer, conquista il punto di doppio nei quarti di Davis contro l'Italia in coppia con Del Potro e prende poi parte alle Olimpiadi a Rio ma anche qui subisce una sconfitta all'esordio per mano di Kohlschreiber.
Nell'ultimo tratto di stagione supera per la prima volta un turno agli US Open e prende parte alla semifinale di Davis contro il Regno Unito, dove batte Edmund e viene sconfitto dal numero 2 del mondo Andy Murray. Pur non giocando nella successiva finale di Zagabria, Pella figura tra i protagonisti della storica prima vittoria argentina nella manifestazione a squadre. Chiude l'anno alla posizione 80 del ranking ATP.

### 2017: finale a Monaco di Baviera
Inizia in salita la stagione subendo 5 sconfitte (Australian Open, in Davis contro Fognini e Lorenzi, a Buenos Aires e Rio) prima di raggiungere i quarti a San Paolo, il secondo turno a Indian Wells (dove viene sconfitto da Nadal) e il terzo turno a Miami, dove batte il numero 13 del mondo Dimitrov.
A maggio raggiunge la seconda finale ATP in carriera a Monaco dove ha prima superato le qualificazioni e poi, in sequenza, ha battuto Stebe, si è vendicato della sconfitta in Davis con Fognini, ha eliminato al tie break del terzo set Zeballos e infine eliminato il coreano Chung Hyeon; all'atto finale del torneo incontra Zverev dal quale viene però sconfitto per la seconda volta in una finale, due anni dopo il Challenger di Heilbronn. Superando le qualificazioni gioca per la terza volta a Parigi ma viene eliminato al primo turno da Delbonis. Proprio contro Delbonis si contende il titolo del Challenger dell'Aspria Tennis Club di Milano ma stavolta l'avversario è costretto al ritiro nel secondo set e permette a Pella di aggiudicarsi l'undicesimo titolo Challenger e rientrare tra i primi 100 del ranking ATP.
Tornato nelle Americhe si distingue prima sul veloce di Washington dove supera l'indiano Ramanathan e Miša Zverev prima di venire eliminato da un altro indiano, Yuki Bhambri; poi si impone nel Challenger di Floridablanca, di nuovo su terra e di nuovo superando un connazionale, Argüello, portando a dodici i trofei Challenger in bacheca.
Conferma il secondo turno degli US Open con una doppia sfida contro tennisti belgi: batte infatti Darcis al debutto ma viene sconfitto dal numero 14 del mondo Goffin e, sempre sul veloce, ma a Chengdu ottiene il miglior risultato di stagione superando prima il croato Ćorić e poi addirittura il numero 7 del mondo e numero uno del torneo Dominic Thiem per 6–3, 7–6; prosegue il suo percorso nel torneo battendo Fritz e si ferma solo in semifinale contro il cipriota Baghdatis. Chiude l'anno alla posizione 64 segnando un ulteriore miglioramento nel ranking di fine stagione.

### 2018: finale a Umag
Inizia la stagione a Doha dove supera Albert Ramos Viñolas, Travaglia e Bašić per arrendersi ni tre sette nella semifinale contro Rublëv. Sia al primo turno degli Australian Open che ai quarti di Buenos Aires è Dominic Thiem a interrompere il percorso dell'argentino, che in seguito, nei tornei brasiliani non ottiene risultati di rilievo, così come nei due Masters 1000 di Indian Wells e Miami, dove esce al debutto.
In aprile battendo Garin conquista il punto decisivo nella sfida di Davis contro il Cile, che permette all'Argentina di tornare a giocarsi l'accesso al gruppo mondiale della manifestazione; in seguito raggiunge i quarti prima a Houston poi a Ginevra, battendo in entrambi i casi il top 15 Querrey al secondo turno. Al Roland Garros batte João Sousa al primo turno ma affronta Nadal al secondo turno, al quale riesce a strappare soltanto quattro games. A Stoccarda conquista di nuovo i quarti ma è di nuovo un top player, questa volta Federer, futuro vincitore del torneo, a impedirgli di proseguire nel torneo. A Wimbledon arriva per la prima volta ad un terzo turno Slam superando Jason Kubler e poi in cinque set e in rimonta il numero 5 del mondo, Marin Ćilić, in cinque set conquistando il terzo successo in carriera contro un top 10; nel turno successivo viene però eliminato da McDonald.
Tornato sulla terra battuta a Umago batte Daniel, Bedene, Lajović e Haase e conquista la terza finale ATP della carriera che si disputa con Marco Cecchinato, dal quale viene superato in due set.
Anche agli US Open si spinge fino al terzo turno, superando Ruud e Lorenzi; in questo caso è il georgiano Basilašvili ad estrometterlo dallo slam americano. A San Juan batte Galán nel match di play off di Davis contro la Colombia contribuendo al 4–0 che riporta la squadra argentina nel primo gruppo della competizione. La parte finale di stagione non vede Pella ottenere risultati di particolari rilievo a livello ATP mentre conquista il tredicesimo trofeo Challenger a Montevideo superando in finale il connazionale Berlocq. Chiude l'anno alla posizione 58 del ranking mondiale.

### 2019: primo titolo ATP, quarti a Wimbledon e top 20
Dopo i modesti risultati nei primi tornei della stagione con le eliminazioni al secondo turno a Doha e quelle al primo turno a Auckland e agli Australian Open, il ritorno sulla terra rossa segna una delle migliori fasi della carriera di Pella; a Cordoba supera senza perdere nemmeno un set Lorenzi, Ramos Viñolas e il numero 20 del mondo Schwartzman e, battendo in tre set Cuevas, arriva a disputare la sua quarta finale ATP: come nelle precedenti occasioni però manca l'appuntamento con la vittoria cedendo in tre set al connazionale Londero. La settimana successiva a Buenos Aires elimina Cerundolo, Leonardo Mayer e Munar prima di fermare la sua corsa in semifinale, dove viene sconfitto da Cecchinato per 6–4, 6–2. La successiva eliminazione al primo turno a Rio è solo una parentesi che precede la l'affermazione ottenuta a San Paolo: qui, dopo il bye al primo turno, elimina in successione Carballés Baena, Trungelliti e Đere e il 3 marzo fronteggia l'emergente cileno Cristian Garín, già battuto in Davis nel 2018, in finale; come nei precedenti incontri l'argentino non cede nemmeno un set e chiude in un'ora e ventitré minuti il match che gli consegna il primo trofeo del circuito maggiore.
Nei tre Masters 1000 a cui prende parte dopo questa vittoria si ferma al terzo turno a Indian Wells e al secondo a Miami, dopo essere stato esonerato dal disputare il primo turno in qualità di testa di serie; a Monte Carlo batte ancora Đere, poi elimina, sempre in tre set il numero 11 del mondo Čilić e il numero 16 Cecchinato; nei quarti trova di nuovo Nadal che si impone 7–6, 6–3. Raggiunge i quarti di finale anche a Barcellona - grazie ai successi su Sousa, Chačanov e Paire prima di subire la sconfitta per mano di Thiem - e a Monaco, dove batte Mischa Zverev e Tarō Daniel per poi essere eliminato da Bautista Agut. Gli ultimi tornei primaverili sulla terra non sono particolarmente fortunati, così come i primi due tornei su erba, dove subisce soltanto sconfitte in singolare mentre si distingue particolarmente in doppio al Roland Garros dove, insieme a Schwartzman si spinge fino alla semifinale ottenendo quello che si può considerare il miglior risultato mai ottenuto in doppio: è dopo questo risultato che raggiunge infatti la sua miglior classifica di specialità toccando la posizione 55 del ranking mondiale di doppio.
Si presenta a Wimbledon da numero 26 del mondo e del torneo, ed esordisce battendo in quattro set Copil e poi in cinque set Seppi; al terzo turno incontra Anderson contro il quale coglie il quarto successo in carriera contro un top 10 e supera anche gli ottavi ai danni di Milos Raonic conquistando così i primi quarti di finale in uno Slam. Qui viene però superato, di nuovo, da Bautista Agut in quattro set.
Sul veloce americano conquista la semifinale a Los Cabos, gli ottavi a Montréal (dove viene di nuovo superato da Nadal) e il secondo turno a Cincinnati; questi risultati gli permettono di raggiungere il suo best ranking alla posizione numero 20 della classifica ATP. Gli ultimi tornei della stagione, a partire dagli US Open, non portano grandi risultati nel carniere dell'argentino, fatta eccezione per il quarto di finale raggiunto ad Anversa. L'ultimo impegno del 2019 lo vede schierato nella rinnovata Coppa Davis, dove ottiene un successo con Jarry e una sconfitta contro Kohlschreiber nel girone e poi una vittoria nei quarti contro Carreño, non sufficiente però alla sua squadra per eliminare la Spagna, futura vincitrice del trofeo

### 2020
Inizia la stagione nella prima edizione della ATP Cup dove rappresenta l'Argentina insieme a Schwartzman e i doppisti González e Molteni contribuendo al primo posto nel girone conquistato dalla compagine sudamericana con le vittorie sul polacco Majchrzak e sul croato Čilić; ininfluente la sconfitta contro l'austriaco Novak. Nei quarti l'Argentina perde 3–0 contro la Russia e Pella cede in tre set a Chačanov. Agli Australian Open è accreditato della testa di serie numero 22: supera senza problemi la wild card australiana Smith e al secondo turno ha la meglio in quattro set su Barrère. Al suo primo terzo turno in carriera nello Slam australiano perde contro Fognini per 6(0)–7, 2–6, 3–6.
Tornato in patria esce all'esordio nel secondo turno di Cordoba mentre a Buenos Aires, dopo il bye al primo turno, batte Bagnis ma perde ai quarti contro Londero. Gioca, perdendo al primo turno, a Rio, ultimo torneo disputato da Pella prima dell'interruzione dovuta alla pandemia di Covid-19. Torna in campo direttamente agli US Open perdendo a sorpresa al primo turno con Wolf; vola in Europa per la coda di stagione sulla terra rossa, dove però non ottiene risultati di particolare rilievo. Se a Kitzbühel supera il turno contro Nishioka prima di perdere contro Lopez,a Roma incrocia subito il numero 14 del mondo Shapovalov dal quale viene battuto con un netto 6–2, 6–3. L'ultimo torneo dell'anno è l'inconsueto Roland Garros autunnale; qui supera per la terza volta consecutiva il primo turno battendo Salvatore Caruso ma di nuovo deve fermarsi al secondo turno sconfitto da Carreño Busta. Chiude l'anno alla posizione 43 del ranking ATP.

### 2023, ritiro
A metà settembre decide di ritirarsi dall'attività tennistica.

## Statistiche

### Singolare

#### Vittorie (1)
| Legenda              |
| Grande Slam (0)      |
| ATP Finals (0)       |
| ATP Masters 1000 (0) |
| ATP Tour 500 (0)     |
| ATP Tour 250 (1)     |

| N. | Data         | Torneo                 | Superficie      | Avversario in finale | Punteggio |
| 1. | 3 marzo 2019 | Brasil Open, San Paolo | Terra rossa (i) | Cristian Garín       | 7–5, 6–3  |

#### Finali perse (4)
| Legenda              |
| Grande Slam (0)      |
| ATP Finals (0)       |
| ATP Masters 1000 (0) |
| ATP Tour 500 (1)     |
| ATP Tour 250 (3)     |

| N. | Data             | Torneo                                       | Superficie  | Avversario in finale | Punteggio        |
| 1. | 21 febbraio 2016 | Rio Open, Rio de Janeiro                     | Terra rossa | Pablo Cuevas         | 4–6, 7–6(5), 4–6 |
| 2. | 7 maggio 2017    | Internazionali di Baviera, Monaco di Baviera | Terra rossa | Alexander Zverev     | 4–6, 3–6         |
| 3. | 22 luglio 2018   | Plava Laguna Croatia Open, Umago             | Terra rossa | Marco Cecchinato     | 2–6, 6(4)–7      |
| 4. | 10 febbraio 2019 | Córdoba Open, Córdoba                        | Terra rossa | Juan Ignacio Londero | 6–3, 5–7, 1–6    |

### Tornei minori

#### Vittorie (20)
| Legenda tornei minori |
| Challenger (13)       |
| Futures (7)           |

| N.  | Data              | Torneo                                             | Superficie  | Avversario in finale | Punteggio           |
| 1.  | 4 marzo 2012      | Challenger Salinas, Salinas                        | Terra rossa | Paolo Lorenzi        | 1–6, 7–5, 6–3       |
| 2.  | 5 agosto 2012     | Manta Open, Manta                                  | Cemento     | Maximiliano Estévez  | 6–4, 7–5            |
| 3.  | 23 settembre 2012 | Campeonato Internacional de Campinas, Campinas     | Terra rossa | Leonardo Kirche      | 6–4, 6–0            |
| 4.  | 1º dicembre 2012  | ATP Challenger Tour Finals, San Paolo              | Cemento (i) | Adrian Ungur         | 6–3, 6(4)–7, 7–6(4) |
| 5.  | 6 ottobre 2013    | IS Open, San Paolo                                 | Terra rossa | Facundo Argüello     | 6–1, 6–0            |
| 6.  | 17 novembre, 2014 | Lima Challenger, Lima                              | Terra rossa | Jason Kubler         | 6–2, 6–4            |
| 7.  | 5 aprile 2015     | San Luis Potosí Challenger, San Luis Potosí        | Terra rossa | James McGee          | 6–3, 6–3            |
| 8.  | 3 maggio 2015     | Brazil Challenger, San Paolo                       | Terra rossa | Christian Lindell    | 7–5, 7–6(1)         |
| 9.  | 4 ottobre 2015    | Aberto de Tênis do Rio Grande do Sul, Porto Alegre | Terra rossa | Diego Schwartzman    | 6–3, 7–6            |
| 10. | 16 novembre 2015  | Uruguay Open, Montevideo                           | Terra rossa | Íñigo Cervantes      | 7–5, 2–6, 6–4       |
| 11. | 2 luglio 2017     | Aspria Tennis Cup, Milano                          | Terra rossa | Federico Delbonis    | 6–2, 2–1 (rit.)     |
| 12. | 12 agosto 2017    | Open Floridablanca, Floridablanca                  | Terra rossa | Facundo Argüello     | 6–2, 6–4            |
| 13. | 11 novembre 2018  | Uruguay Open, Montevideo                           | Terra rossa | Carlos Berlocq       | 6–3, 3–6, 6–1       |

#### Finali perse (2)
| Legenda tornei minori |
| Challenger (2)        |
| Futures (0)           |

| N. | Data             | Torneo                                    | Superficie  | Avversario in finale | Punteggio   |
| 1. | 27 novembre 2011 | Challenger Ciudad de Guayaquil, Guayaquil | Terra rossa | Matteo Viola         | 4–6, 1–6    |
| 2. | 17 maggio 2015   | Heilbronner Neckarcup, Heilbronn          | Terra rossa | Alexander Zverev     | 1–6, 6(9)–7 |

## Risultati in progressione
| Sigla | Risultato               |
| ----- | ----------------------- |
| V     | Vincitore               |
| F     | Finalista               |
| SF    | Semifinalista           |
| O     | Oro olimpico            |
| A     | Argento olimpico        |
| SF    | Bronzo olimpico         |
| QF    | Quarti di Finale        |
| 4T    | Quarto turno            |
| 3T    | Terzo turno             |
| 2T    | Secondo turno           |
| 1T    | Primo turno             |
| RR    | Round Robin             |
| LQ    | Turno di qualificazione |
| A     | Assente                 |
| ND    | Non disputato           |

| Legenda superfici    |
| -------------------- |
| Cemento              |
| Terra battuta        |
| Erba                 |
| Superficie variabile |

### Singolare
| Torneo                     | 2012 | 2013          | 2014          | 2015          | 2016 | 2017          | 2018          | 2019          | 2020          | V-S   |
| Tornei Grande Slam         |      |               |               |               |      |               |               |               |               |       |
| Australian Open, Melbourne | A    | 1T            | A             | A             | 2T   | 1T            | 1T            | 1T            | 3T            | 3-6   |
| Open di Francia, Parigi    | Q1   | 2T            | Q2            | Q2            | 2T   | 1T            | 2T            | 2T            | 2T            | 5-6   |
| Wimbledon, Londra          | A    | 1T            | A             | Q3            | 1T   | A             | 3T            | QF            | ND            | 6-4   |
| US Open, New York          | 1T   | 1T            | Q1            | 1T            | 2T   | 2T            | 3T            | 1T            | 1T            | 4-8   |
| Vittorie-Sconfitte         | 0-1  | 1-4           | 0-0           | 0-1           | 3-4  | 1-3           | 5-4           | 5-4           | 3-3           | 18-24 |
| Giochi Olimpici            |      |               |               |               |      |               |               |               |               |       |
| Giochi Olimpici            | A    | Non disputati | Non disputati | Non disputati | 1T   | Non disputati | Non disputati | Non disputati | Non disputati | 0-1   |
| Vittorie-Sconfitte         | 0-0  | Non disputati | Non disputati | Non disputati | 0-1  | Non disputati | Non disputati | Non disputati | Non disputati | 0-1   |

### Doppio
| Torneo                     | 2016 | 2017          | 2018          | 2019          | 2020          | V-S  |
| Tornei Grande Slam         |      |               |               |               |               |      |
| Australian Open, Melbourne | 1T   | 1T            | 1T            | 1T            | 2T            | 1-5  |
| Open di Francia, Parigi    | 1T   | A             | 2T            | SF            | 2T            | 6-4  |
| Wimbledon, Londra          | 1T   | A             | A             | 1T            | ND            | 0-2  |
| US Open, New York          | 1T   | 1T            | 1T            | 1T            | A             | 0-4  |
| Vittorie-Sconfitte         | 0-4  | 0-2           | 1-3           | 4-4           | 2-2           | 7-15 |
| Giochi Olimpici            |      |               |               |               |               |      |
| Giochi Olimpici            | A    | Non disputati | Non disputati | Non disputati | Non disputati | 0-0  |
| Vittorie-Sconfitte         | 0-0  | Non disputati | Non disputati | Non disputati | Non disputati | 0-0  |

### Doppio misto
Nessuna partecipazione

## Vittorie contro giocatori Top 10
| Stagione | 2013 | 2014 | 2015 | 2016 | 2017 | 2018 | 2019 | Totale |
| Vittorie | 1    | 0    | 0    | 0    | 1    | 1    | 1    | 4      |

| #    | Giocatore        | Ranking | Evento                      | Superficie  | Turno | Punteggio                  |
| ---- | ---------------- | ------- | --------------------------- | ----------- | ----- | -------------------------- |
| 2013 |                  |         |                             |             |       |                            |
| 1.   | Janko Tipsarević | 10      | Power Horse Cup, Düsseldorf | Terra rossa | 3T    | 7–6(1), 6–1                |
| 2017 |                  |         |                             |             |       |                            |
| 2.   | Dominic Thiem    | 7       | Chengdu Open, Chengdu       | Cemento     | 2T    | 7–6(4), 6–4                |
| 2018 |                  |         |                             |             |       |                            |
| 3.   | Marin Čilić      | 5       | Wimbledon, Londra           | Erba        | 2T    | 3–6, 1–6, 6–4, 7–6(3), 7–5 |
| 2019 |                  |         |                             |             |       |                            |
| 4.   | Kevin Anderson   | 8       | Wimbledon, Londra           | Erba        | 3T    | 6–4, 6–3, 7–6(4)           |